# Eoophyla menglensis
Eoophyla menglensis is een vlinder uit de familie van de grasmotten (Crambidae), uit de onderfamilie van de Acentropinae. De wetenschappelijke naam van deze soort is voor het eerst gepubliceerd in 1995 door Hou-Hun Li, X.-C. An, Y.-Y. Li en M.-T. Liu.
De lengte van de voorvleugel is bij het mannetje 9 tot 9,5 millimeter en bij het vrouwtje 12 tot 14,5 millimeter.
De soort komt voor in China (Yunnan).